# Антигон (военачальник Птолемея I Сотера)
Антигон (др.-греч. Ἀντίγονος) — военачальник царя Египта Птолемея, которого тот отправил на помощь осаждённому Родосу в 304 году до н. э.

## Участие в обороне Родоса
Антигон по происхождению был македонянином. Единственное упоминание Антигона в античных источниках связано с его командованием войском в 1500 человек, которых Птолемей отправил на помощь осаждённому войсками Деметрия Полиоркета Родосу. На кораблях, которые доставили войско в осаждённый с суши город, также было много зерна и других припасов. Помощь Птолемея пришлась очень кстати, так как обе стороны были истощены многомесячной осадой. Египетский царь обещал ещё три тысячи воинов, если Родос не примет условия капитуляции Деметрия Полиоркета и продолжит сопротивление. Вскоре, после очередного штурма, во время которого город был близок к падению, Деметрий был вынужден снять осаду.
По мнению Г. Парка, хоть 1500 воинов-наёмников и представляли значительную силу, основной вклад в победу внесли сами родосцы за счёт своей отваги и боеспособности.